# Grega Bole
Pour les articles homonymes, voir Bole.
Gregor Bole dit Grega Bole (né le 13 août 1985 à Jesenice en République socialiste de Slovénie) est un coureur cycliste slovène. Il a notamment remporté le Grand Prix de Plouay en 2011.

## Biographie

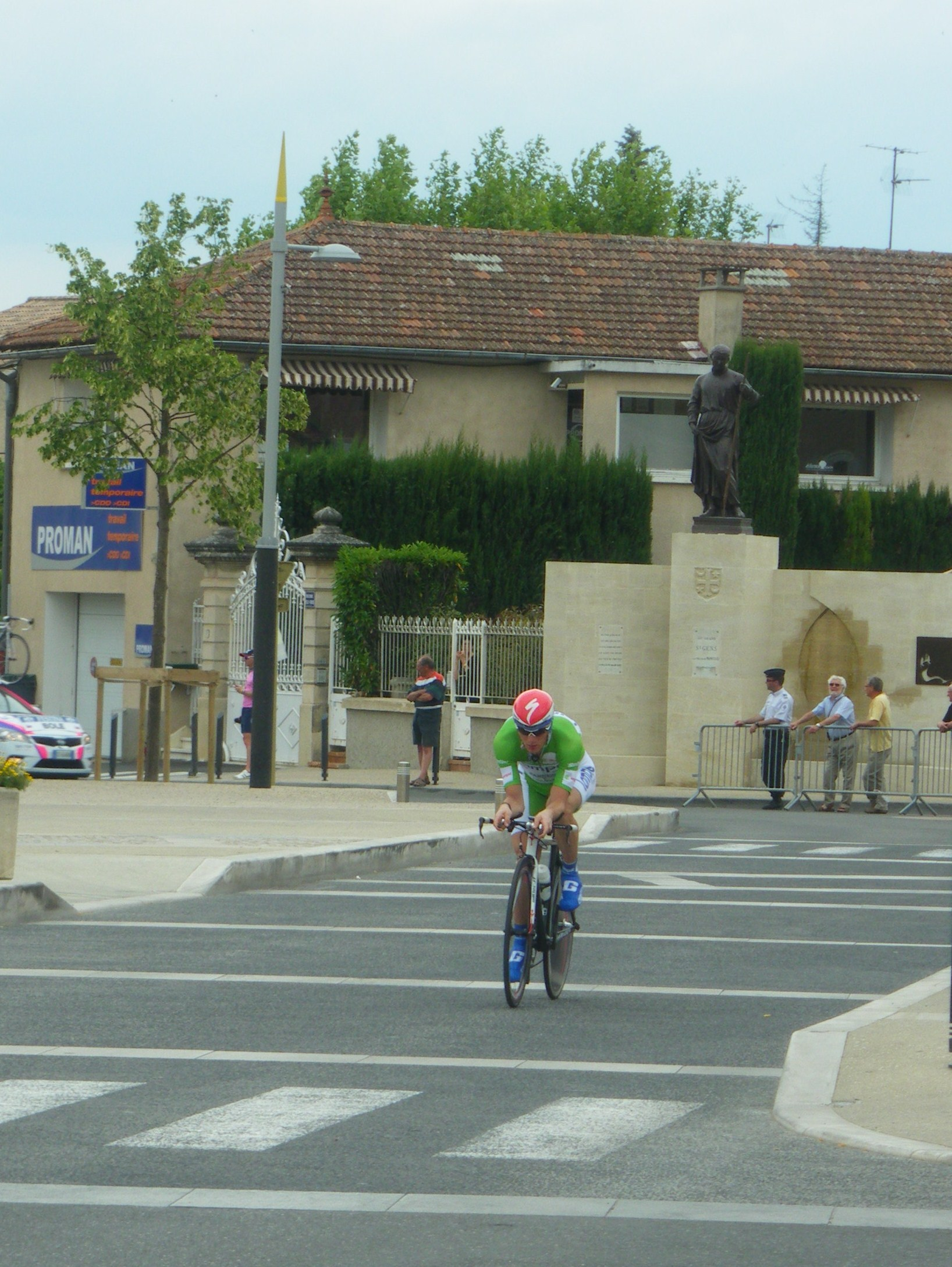
Lors du Critérium du Dauphiné 2010.

En 2010, Grega Bole remporte la première grande victoire de sa carrière durant le Critérium du Dauphiné, s'imposant au sprint lors de la première étape.
Lors de la saison 2011, il s'adjuge le championnat de Slovénie sur route. En août, il termine neuvième de la Vattenfall Cyclassics. Il remporte une semaine plus tard le Grand Prix de Plouay. Après une attaque en solitaire à deux kilomètres de l'arrivée, il résiste au retour du peloton emmené par Simon Gerrans. Il devient ainsi le premier Slovène à remporter cette course.
Présent sur le Tour de France 2012, Bole abandonne pendant la 16e étape en raison d'une gêne causée par une rhinopharyngite couplée à une sciatique. 
Fin 2012, même s'il est cité dans le dossier de l'USADA, l'agence américaine antidopage, sur l'enquête liée à Lance Armstrong, il est recruté pour la saison 2013 par l'équipe néerlandaise Vacansoleil-DCM. 
N'ayant gagné qu'une seule victoire (la deuxième étape du Tour de l'Ain 2013), il ne retrouve pas de formation au terme de la saison, lorsque l'équipe Vacansoleil-DCM décide d'interrompre son parcours dans le cyclisme. Bien qu'il soit obligé de descendre de deux niveaux et de passer d'une équipe World Tour à une équipe continentale, il peut toutefois continuer dans le peloton professionnel, une dixième année consécutive, grâce au contrat qu'il obtient avec l'équipe italo-nippone Vini Fantini Nippo, à la fin mars 2014. Il rejoint des hommes d'expérience comme Alessandro Malaguti, Pierpaolo De Negri ou Takashi Miyazawa,.
Fin 2014, il signe un contrat avec l'équipe continentale professionnelle CCC Sprandi Polkowice. Pour sa première année sous ses nouvelles couleurs il remporte la première étape du Tour de Croatie et se classe quatrième du Grand Prix de Plouay. En 2016, il rejoint l'équipe Nippo-Vini Fantini, avec qui, il remporte le Grand Prix de la côte étrusque et le Tour de Corée.
Ses bons résultats lui permettent de rejoindre la nouvelle UCI WorldTeam Bahrain-Merida en 2017. En 2018, il gagne deux étapes du Tour du Japon. Il n'est pas conservé à l'issue de la saison 2020 et se retrouve sans équipe.

## Palmarès et classements mondiaux

### Palmarès
- 2001
  -  Champion de Slovénie du contre-la-montre U17[11]
- 2002
  - Tour d'Istrie :
    - Classement général
    - 2e et 3e étapes

  - Trofeo San Rocco
  - 3e étape du Giro della Lunigiana
  - 2e du Trofeo Emilio Paganessi
- 2003
  -  Champion de Slovénie sur route juniors[12]
  - Coppa Montes
  - Liège-La Gleize :
    - Classement général
    - 3e étape

  - 1re étape du Grand Prix Général Patton
  - Tour de Croatie juniors :
    - Classement général
    - 2e et 3e étapes

  - 3e du championnat de Slovénie sur route juniors[12]
  - 3e de la Coupe du monde UCI Juniors
  - 7e du championnat du monde sur route juniors
- 2005
  - Tour du Burgenland
  - 2e du Trofeo Banca Popolare Piva
- 2006
  -  Champion de Slovénie sur route espoirs
  - 1re étape des Paths of King Nikola
  - 2e étape du Tour de Slovaquie
  - 3e du Salzkammergut Giro
  - 3e du championnat de Slovénie du contre-la-montre espoirs
- 2007
  - 1re étape du Jadranska Magistrala
  - Liège-Bastogne-Liège espoirs
  - 2e étape du Tour des régions italiennes
  - 1re étape du Tour du Frioul
  - 2e du Trofej Plava Laguna 1
  - 2e du Jadranska Magistrala
  - 2e du Trofeo Banca Popolare Piva
  - 10e du championnat d'Europe du contre-la-montre espoirs
- 2008
  - Grand Prix Kranj
  - 2e du Tour de la province de Grosseto
  -  Médaillé d'argent du championnat du monde sur route militaires
- 2009
  -  Champion du monde du contre-la-montre militaires
  - Grand Prix Nobili Rubinetterie
  - 3ea étape du Tour des Asturies
  - 7e étape du Tour de Hainan
  - 2e du Tour du Frioul
  - 2e du Tour de Hainan
  - 3e du Tour de Drenthe
  - 3e de Prague-Karlovy Vary-Prague
- 2010
  - 1re étape du Critérium du Dauphiné
  - 1re et 2e étapes du Tour de Slovénie
  - 2e du Tour de Pologne
- 2011
  -  Champion de Slovénie sur route
  - Grand Prix de Plouay
  - 9e de la Vattenfall Cyclassics
- 2013
  - 2e étape du Tour de l'Ain
  - 3e de la Roma Maxima
- 2014
  - 3e étape du Circuit des Ardennes international
  - 1re étape du Szlakiem Grodów Piastowskich
  - 1re étape du Tour de Corée
  - 6e et 10e étapes du Tour du lac Qinghai
  - 2e du Circuit des Ardennes international
  - 2e du Tour du Japon
  - 2e du Tour des Apennins
  - 2e de la Coppa Agostoni
  - 2e du Mémorial Marco Pantani
  - 3e de la Japan Cup
- 2015
  - 1re étape du Tour de Croatie
  - 4e du Grand Prix Ouest-France de Plouay
- 2016
  - Grand Prix de la côte étrusque
  - Classement général du Tour de Corée
  - 3e du Trofeo Laigueglia
- 2017
  - 2e du championnat de Slovénie sur route
- 2018
  - 3e et 7e étapes du Tour du Japon
  - 6e de Eschborn-Francfort
- 2019
  - 10e de Eschborn-Francfort
- 2022
  - Sharjah Tour : 
    - Classement général
    - 3e étape

  - Bike Abu Dhabi Gran Fondo
- 2023
  - Tour de Salalah : 
    - Classement général
    - 3e étape
- 2024
  - Bike Abu Dhabi Gran Fondo

### Résultats sur les grands tours

#### Tour de France
4 participations
- 2010 : 125e
- 2011 : 127e
- 2012 : abandon (16e étape)
- 2017 : 143e

#### Tour d'Italie
4 participations
- 2013 : abandon (20e étape)
- 2015 : 61e
- 2016 : 135e
- 2019 : 110e

#### Tour d'Espagne
3 participations
- 2010 : 97e
- 2013 : 97e
- 2020 : abandon (5e étape)

### Classements mondiaux
| Année                                 | 2005 | 2006 | 2007 | 2008 | 2009 | 2010 | 2011 | 2012 | 2013 | 2014 | 2015 | 2016 | 2017 | 2018  | 2019 | 2020  | 2021 | 2022 | 2023  |
| ------------------------------------- | ---- | ---- | ---- | ---- | ---- | ---- | ---- | ---- | ---- | ---- | ---- | ---- | ---- | ----- | ---- | ----- | ---- | ---- | ----- |
| Calendrier mondial                    |      |      |      |      | nc   | 48e  |      |      |      |      |      |      |      |       |      |       |      |      |       |
| UCI World Tour                        |      |      |      |      |      |      | 53e  | 185e | 206e |      |      | nc   | 220e | 169e  |      |       |      |      |       |
| Classement mondial                    |      |      |      |      |      |      |      |      |      |      |      | 138e | 592e | 318e  | 721e | 1353e | nc   | 946e | 1035e |
| UCI Europe Tour                       | 525e | 134e | 60e  | 47e  | 26e  |      |      |      |      | 19e  | 107e | 81e  | 653e | 1520e | 528e | 1029e | nc   | 691e | nc    |
| UCI Asia Tour                         | nc   | nc   | nc   | nc   | nc   |      |      |      |      | 7e   | 159e | 54e  | nc   | 86e   |      |       |      |      |       |
|                                       |      |      |      |      |      |      |      |      |      |      |      |      |      |       |      |       |      |      |       |
| Légende : nc = non classéSource : UCI |      |      |      |      |      |      |      |      |      |      |      |      |      |       |      |       |      |      |       |